# Артистичне плавання на Чемпіонаті Європи з водних видів спорту 2022 — соло, технічна програма (чоловіки)
Змагання з артистичного плавання у технічній програмі соло серед чоловіків на Чемпіонаті Європи з водних видів спорту 2022 відбулись 12 серпня.

## Результати[3]
| Місце | Спортсмен              | Країна  | Оцінка  |
| ----- | ---------------------- | ------- | ------- |
| 1     | Джорджо Мінізіні       | Італія  | 85.7033 |
| 2     | Фернандо Діас дель Ріо | Іспанія | 79.4951 |
| 3     | Іван Мартинович        | Сербія  | 58.8834 |